# East Langton
East Langton – wieś w Anglii, w hrabstwie Leicestershire, w dystrykcie Harborough. Leży 20 km na południowy wschód od miasta Leicester i 125 km na północny zachód od Londynu.